# Filip Jícha

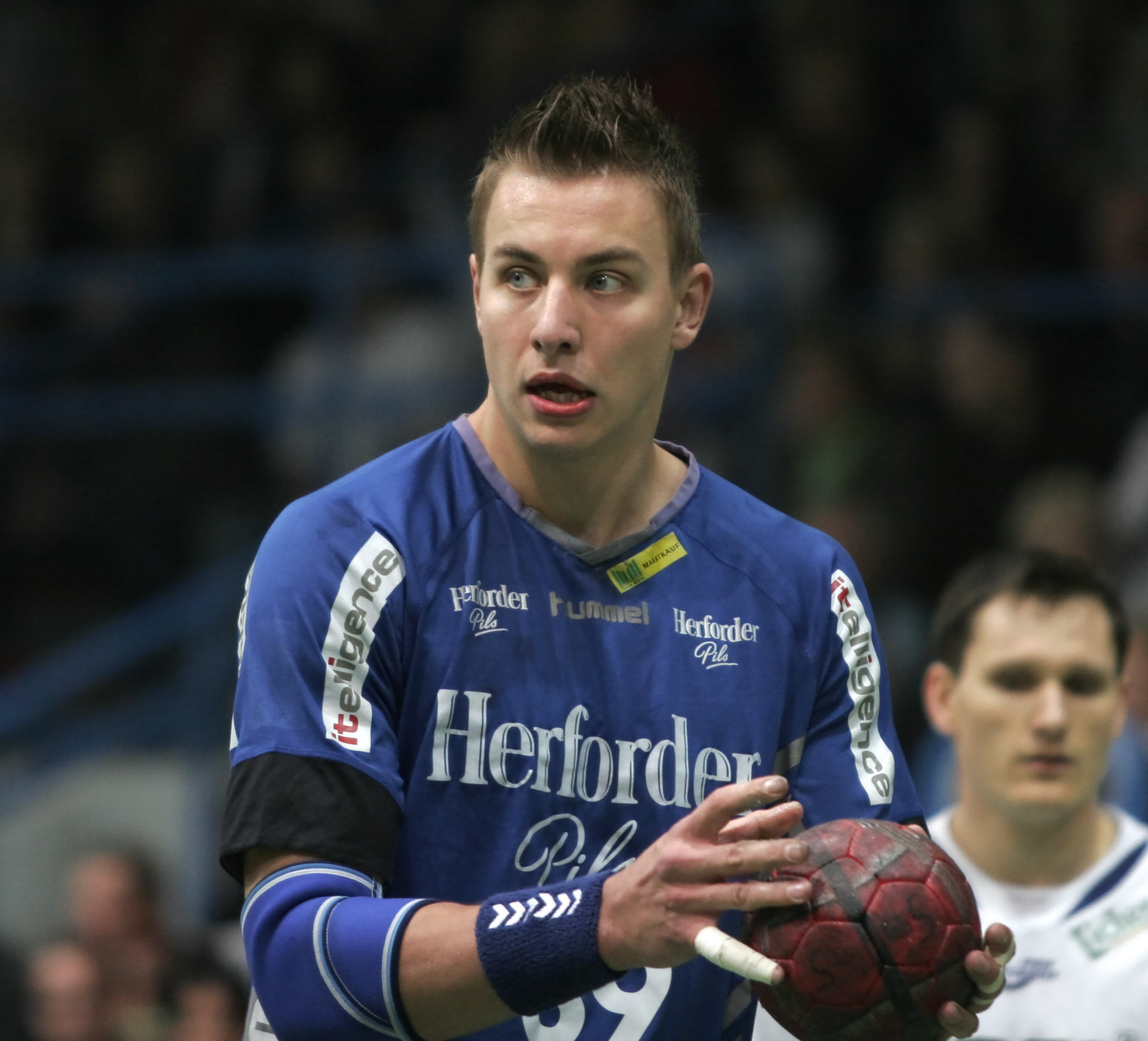
Filip Jícha.

Filip Jícha (19 d'abril de 1982, Txecoslovàquia) és un exjugador d'handbol que ocupava la posició de lateral esquerre tant al club com amb la selecció nacional. Actualment entrena l'equip alemany del THW Kiel.

## Trajectòria
Va començar jugant al Stary Plzenec (República Txeca). Després va passar per equips com: Slavia Pilsen (República Txeca, 1995–2000); Kovopetrol Pilsen (República Txeca, 1 partit l'any 2000); Dukla Praga (República Txeca, 2000–2003); St. Otmar St. Gallen (Suïssa, 2003–2005); TBV Lemgo (Suïssa, 2005–2007); THW Kiel (Alemanya, 2007–2015) i a l'estiu dels 2015 va fitxar pel FC Barcelona (Handbol) fins que es va retirar l'any 2017. Va debutar amb la selecció nacional de la República Txeca l'any 2000 i va jugar-hi 148 partits.

## Palmarès com a jugador

### Club
- Final Champions League 2008
- Campió d' Alemanya 2008 i 2009
- Guanyador copa alemanya 2008 i 2009
- Guanyador de la supercopa alemanya 2007 i 2008
- Guanyador Trofeu Champions 2007
- Guanyador copa EHF el 2006 (amb el TBV Lemgo)
- Guanyador copa Qatar Emir's el 2002 (amb el Al Ahli (QAT))
- Campió de la República Txeca el 2003 (amb el Dukla Prague (CZE))

### Personal
- Màxim golejador de la Champions League 2008/2009
- Jugador de l'any 2009 d'Alemanya
- Jugador de l'any de la República Txeca el 2007 i 2008
- Millor lateral esquerre de la República Txeca el 2001, 2002, 2003, 2004 i 2005
- Millor debutant Czech Republic 2000
- Màxim golejador i MVP Euro 2010
- Segon màxim golejador de la World Championship 2007

## Palmarès com a entrenador
- Guanyador de la Bundesliga (handbol) la temporada 2019-2020
- Guanyador de la DHB Supercup la temporada 2020-2021
- Guanyador de la Lliga de Campions masculina de l'EHF la temporada 2019-2020